# NASA TV
NASA TV (спочатку NASA Select) — це телевізійна служба NASA. Вона транслюється за допомогою супутника та через Інтернет. Місцеві провайдери кабельного телебачення та аматорські ретранслятори можуть транслювати NASA TV по всій території США на власний розсуд, оскільки створений NASA контент вважається роботою уряду США і знаходиться в межах суспільного надбання. NASA TV також доступне через різні кабельні, супутникові та Over-the-top по всьому світу. Мережа була офіційно створена на початку 1980-х років, щоб забезпечити менеджерів та інженерів НАСА відеозаписами місій у реальному часі. Від початку космічної програми НАСА організувало телевізійну службу для архівних цілей, а також для надання відеоматеріалів ЗМІ.
Мережа транслює велику кількість освітніх програм і забезпечує пряме висвітлення низки пілотованих місій (включаючи Міжнародну космічну станцію), роботизованих місій, а також внутрішніх і міжнародних запусків. Мережа завершила перехід від аналогового до цифрового мовлення наприкінці 2005 року після запуску STS-114, завершивши період подвійного аналогового та цифрового мовлення. Однак, деякі системи кабельного телебачення все ще могли передавати в аналоговому форматі до перехід на цифрове телебачення. Супутниковий зв'язок використовує систему DVB-S для передачі.

## Канали

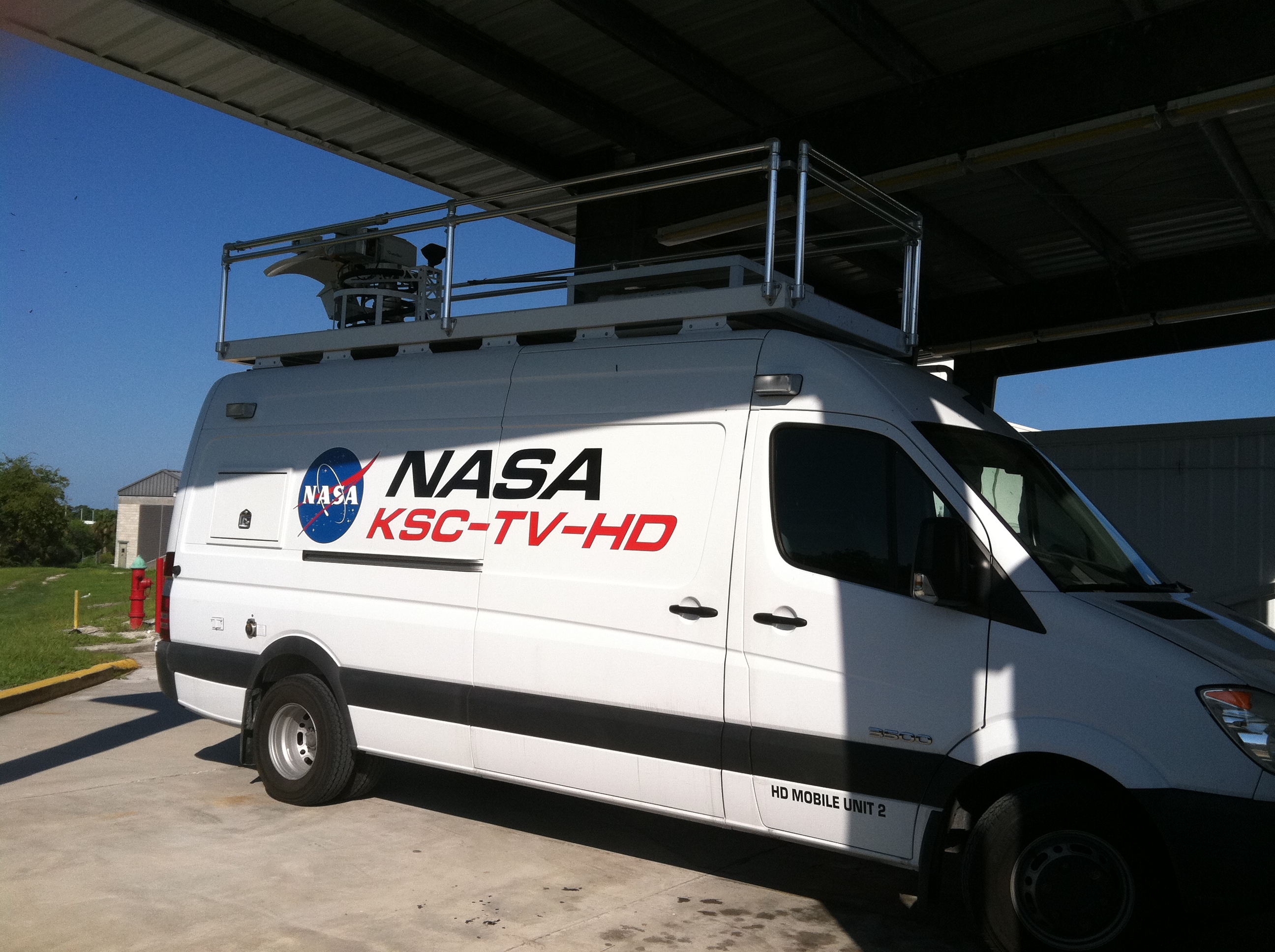
Телевізійна вантажівка NASA

NASA TV транслюється на трьох каналах. «Public Channel» забезпечує цілодобову трансляцію подій у прямому ефірі та в записі, а також документальні фільми для широкої громадськості, а також космічні та наукові програми для шкіл, музеїв та інших освітніх установ. «Media Channel» призначений для телерадіокомпаній та інших представників преси, на ньому транслюються відеозаписи прес-релізів, інтерв'ю, прес-конференції місій та інші послуги. Останнім є «NASA TV UHD», експериментальний канал у форматі UHDTV, створений на основі Угоди про космічний простір з Harmonic Inc., який показує контент з архівів НАСА, що використовує переваги великого формату, з музичною звуковою доріжкою. 19 липня 2010 року було запущено трансляцію UHDTV «Public Channel». «Education Channel» було припинено у 2016 році, а його програми були об'єднані з основним Громадським каналом. На веб-сайті NASA TV також є канал, що показує безперервні прямі трансляції з МКС всередині і ззовні, створений на честь 10-ї річниці перебування станції на орбіті.
Хоча NASA поширює NASA TV у високій роздільній здатності, деякі редистриб'ютори, такі як Dish Network і DirecTV, конвертують до стандартної роздільної здатності, перш ніж доставляти своїм клієнтам.